# Steven Dias
Steven Dias (Bombay, 25 december 1983) is een Indiase voetballer, die betaald voetbal speelt bij Mahindra United.
Dias kan uit de voeten als rechtsbuiten en als nummer 10. Dias liep in 2008 een stage bij een Portugese 2e klasser genaamd Elvas CAD.
Hij maakte in 2006 zijn debuut voor het nationaal elftal. Inmiddels heeft hij al 32 interlands gespeeld.
1 Van Hout ·
2 Singh ·
3 Houben ·
4 Raymaekers · 
5 Ali ·
6 Mulder ·
7 Skoubo ·
8 Khan ·
9 Junker ·
10 Del Piero ·
11 Fernandes ·
13 Eliáš ·
14 Dinis ·
15 Herrero Arias ·
16 Marmentini ·
17 M.Singh ·
18 Lugun ·
19 Lalthlamuana · 
20 Chakraborty ·
21 J.Singh ·
22 N.Singh ·
23 Dias ·
24 Čech ·
26 Ghosh ·
28 Malsawmtluanga ·
34 Bhargav ·
Coach: Veldhoven
· Assistent-coach: Chauhan 
· Assistent-coach: Luijpers